# شون والاس (محرر)
شون والاس (بالإنجليزية: Sean Wallace)‏ هو محرر أمريكي، ولد في 1976 في ميامي في الولايات المتحدة.